# Serie 331 de FGC
La serie 331 de Ferrocarriles de la Generalidad de Cataluña (FGC) es una serie de automotores diésel-eléctricos destinados a operar el servicio de la línea Lérida-Puebla de Segur.
Los trenes de esta serie fueron fabricados por la compañía suiza Stadler Rail y las dos primeras unidades entraron en servicio el 24 de julio de 2016. Tienen una velocidad máxima de 120 km/h y una potencia de 960 kW. Son trenes autopropulsados formados por dos coches remolque y un módulo motor central.

## Historia
En 1924 se inauguró el primer tramo entre Lérida y Balaguer, hoy conocida como la línea a Puebla de Segur, cuyas obras corrieron a cargo de la Compañía de los Caminos de Hierro del Norte, que buscaba enlazar la capital ilerdense con la localidad francesa de Sant Girons. Esta línea, a su vez, iba a formar parte de la gran línea transversal proyectada que debía prolongarse de Linares-Baeza a Sant Girons, como parte del Plan Guadalhorce, desarrollado durante la dictadura de Primo de Rivera, en 1926. En 1941, con la nacionalización de la red ferroviaria, la línea pasó a ser gestionada por RENFE. Finalmente no se terminó ni la línea transversal ni la conexión con Francia, quedando la línea tal y como se conoce en la actualidad. Con la popularidad del automóvil, la línea perdió gradualmente importancia, hasta el punto de que fue amenazada con el cierre desde 1985. A partir de ese año se inició un periodo de negociaciones entre el Gobierno de España y la Generalidad de Cataluña para lograr el traspaso de la línea a esta última y así evitar su cierre.
En 2005 la línea fue finalmente transferida y FGC pasó a gestionar la línea, pero como FGC aún no tenía unidades para operarla, se estableció un contrato de alquiler de trenes con Renfe. De esta forma, Renfe continuó prestando el servicio con trenes de las series 592.2, 593 y 596, pese a que los horarios, tarifas y condiciones de servicio estaban marcados por la Generalidad, titular del servicio. Finalmente, en 2012 la Generalidad aprobó la compra de dos nuevos trenes para la explotación de la línea, poniendo fin a diez años de transición de la propiedad y gestión de la línea.
Así, la primera unidad 331 llegó a los talleres del Pla de Vilanoveta (Lérida) el 16 de enero de 2016, donde fue presentada públicamente. Posteriormente, se tramitó la homologación para circular por la red RFIG, necesaria para el tramo de 1,9 km que conecta la Línea de Puebla de Segur con la Estación de Lérida-Pirineos, que continuó siendo propiedad de Adif ya que se consideraba parte de las líneas de Manresa y Tarragona. Es por esto por lo que estas unidades también están numeradas como 531, ya que necesitan la matrícula UIC para poder circular por la RFIG. La nomenclatura 331 es propia de FGC.
Finalmente, el 25 de julio de 2016 entraron en servicio los dos nuevos trenes de la serie 331, con un aumento de los servicios, una reducción del tiempo de desplazamiento de unos 15 minutos y una mejora general del servicio, con la instalación de puntos informativos en todas las estaciones, nueva señalización y adaptación de los andenes a PMR.
En 2019 se puso en marcha la construcción de una tercera unidad, ya que cuando se necesita realizar el mantenimiento en cualquiera de las unidades, el servicio no se podía prestar con normalidad al necesitar dos unidades para ello, teniendo que realizar algunos servicios por autobús. Aunque inicialmente se esperaba que se entregaran el 22 de mayo de 2021, la pandemia de COVID-19 ha retrasado esta fecha hasta el 22 de agosto de 2021. Finalmente, tras casi dos años de retraso, la tercera composición llegó a los talleres del Pla de Vilanoveta el 22 de marzo de 2022.

## Características técnicas
Los trenes están compuestos por 2 coches y un módulo central, con un bogie para cada parte. El módulo central concentra toda la cadena de tracción, compuesta por equipos de tracción redundantes, con motor diésel y transmisión eléctrica al bogie central del motor. Este módulo central está unido por los extremos de los coches de remolque, que tienen una cabina en el extremo opuesto. El hecho de que todos los sistemas y componentes sean accesibles desde el exterior minimiza el trabajo del taller, reduciendo significativamente los tiempos de mantenimiento.

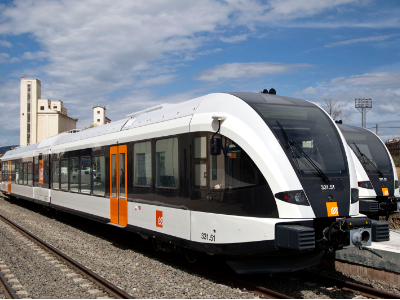
Cruce de trenes de la serie 331 de FGC en la estación de Balaguer (Lérida)

### Coches
Los habitáculos consisten en plataformas de piso bajo al 75% de la longitud del tren. Su diseño es abierto y diáfano con grandes ventanales. Tienen 88 asientos fijos, 16 asientos plegables, 2 asientos PRM y 97 plazas de pie. Los asientos plegables corresponden a los espacios para bicicletas. Los trenes están adaptados para personas con movilidad reducida y disponen de aseo, también adaptado a PMR. Disponen de sistema de climatización para temperaturas de hasta 40 °C, sistemas de información para viajeros con teleindicadores y megafonía, además de contar con enchufes.

### Parte mecánica
Ambos motores son de gran eficiencia y mínima emisión de gases. Se trata de Deutz del tipo diésel Euro IIIB de 600 CV cada uno con tecnología de postratamiento de gases para la reducción de emisiones. Con respecto a los trenes de la serie 596 que funcionaban anteriormente en esta línea, se consigue una reducción de emisiones de 45,7 g/h a 18,1 g/h de los de la serie 331.

### Cuadro de características
| Características       | unidad |                        |
| --------------------- | ------ | ---------------------- |
| Fabricante            |        | Stadler Rail           |
| Año de construcción   |        | 2015/2021              |
| Número de unidades    |        | 3                      |
| Ancho de vía          | mm     | 1668                   |
| Composición           |        | Rc-M-Rc                |
| Rodaje                |        | 2' Bo' 2'              |
| Potencia              | kW     | 960                    |
| Esfuerzo de tracción  | kN     | 800 kN, EN 12663 P-III |
| Velocidad máxima      | km/h   | 120                    |
| Plazas sentadas       |        | 104                    |
| Capacidad total       |        | 201                    |
| Potencia              | kW     | 960                    |
| Esfuerzo de tracción  | kN     | 80                     |
| Velocidad máxima      | km/h   | 120                    |
| Tara                  | tm     | 73                     |
| Longitud de la unidad | mm     | 40.890                 |
| Ancho                 | mm     | 2950                   |
| Altura del piso bajo  | mm     | 620                    |
| Altura piso alto      | mm     | 1020                   |
| Tipo de acople        |        | Scharfenberg           |
| Freno neumático       |        | Aire comprimido        |
| Mando múltiple        |        | Si                     |

## Listado de unidades 331
Actualmente existen tres unidades en funcionamiento. Las dos primeras llevan en servicio desde 2016, mientras que la tercera se incorporó a la flota en agosto de 2022.
- 331.01 + 331/01 + 331.51
- 331.02 + 331/02 + 331.52
- 331.03 + 331/03 + 331.53